# Ustrój polityczny Bahamów
Bahamy (nazwa oficjalna: Wspólnota Bahamów) są monarchią konstytucyjną o statusie Commonwealth realm. Ich ustrój polityczny jest w ogromnym stopniu wzorowany na brytyjskim. Mamy tu zatem do czynienia z systemem gabinetowo-parlamentarnym, gdzie władza wykonawcza utrzymuje przewagę ustrojową nad ustawodawczą, choć z drugiej strony posiadanie większości w parlamencie jest niezbędnym warunkiem sformowania rządu. W przeciwieństwie do Wielkiej Brytanii, Bahamy posiadają spisaną konstytucję, formalnie nadaną im przez Londyn z chwilą przyznania niepodległości w 1973.

## Władza ustawodawcza

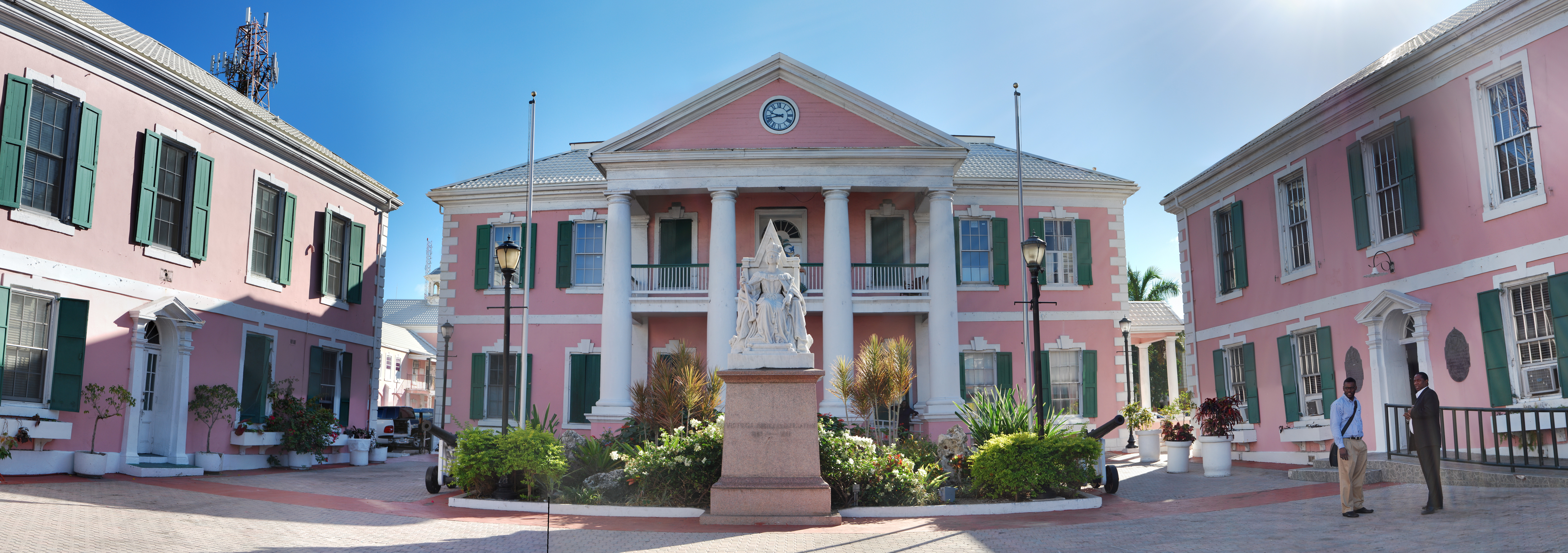
Siedziba obu izb parlamentu Bahamów w Nassau

Parlament Bahamów ma charakter bikameralny, zaś jego kadencja trwa 5 lat. Izba niższa – Izba Zgromadzenia – liczy 41 członków i wyłaniana jest w wyborach bezpośrednich, z zastosowaniem ordynacji większościowej i jednomandatowych okręgów wyborczych. Senat składa się z 16 członków powoływanych na czas trwania kadencji Izby Zgromadzenia przez gubernatora generalnego na wniosek premiera (9 senatorów), lidera opozycji (4) oraz na wspólny wniosek obu tych polityków (3). Kadencja obu izb (łącznie) może być w każdej chwili skrócona przez gubernatora generalnego na wniosek premiera. W przypadku braku obsadzenia funkcji premiera i gdy w ocenie gubernatora nie ma szans na jego wyłonienie bez przeprowadzenia wyborów, może on zdecydować o skróceniu kadencji samodzielnie.

## Władza wykonawcza

### Monarcha i gubernator generalny
Bahamy, jak wszystkie Commonwealth realms, połączone są unią personalną z Wielką Brytanią. Na co dzień monarchę reprezentuje na Bahamach ich gubernator generalny, powoływany przez królową na wniosek premiera Bahamów. Monarcha (a w jego imieniu gubernator) posiada szerokie uprawnienia, m.in. do skracania kadencji parlamentu, jednak zgodnie z konstytucją, może z nich korzystać wyłącznie na wniosek premiera (z wyjątkiem sytuacji opisanej powyżej). Samodzielna działalność gubernatora ogranicza się wyłącznie do roli reprezentacyjnej i nie ma realnego znaczenia politycznego.

### Gabinet
Realnie najważniejszym stanowiskiem politycznym w kraju jest funkcja premiera. Ze względu na dwupartyjny charakter bahamskiego systemu politycznego, nie praktykuje się tworzenia rządów mniejszościowych ani koalicyjnych. Po wyborach, gubernator generalny mianuje premierem lidera zwycięskiej partii. Zgodnie z konstytucją, gabinet musi liczyć – wraz z premierem – co najmniej dziewięciu ministrów. Wszyscy oni muszą być członkami parlamentu, przy czym premier i minister finansów muszą zasiadać w izbie niższej. Członkowie gabinetu podlegają kontroli parlamentu, jednak nie mogą być przezeń odwołani.